# Kim Min-ji
Kim Min-ji (11 april 2000) is een Koreaans langebaanschaatsster.
In 2020 reed Min-ji op de wereldkampioenschappen schaatsen sprint 2020.

## Records

### Persoonlijke records[2]
| Afstand    | Tijd    | Datum             | Baan           |
| ---------- | ------- | ----------------- | -------------- |
| 500 meter  | 38,34   | 27 januari 2024   | Salt Lake City |
| 1000 meter | 1.16,36 | 26 januari 2024   | Salt Lake City |
| 1500 meter | 2.04,80 | 21 september 2013 | Calgary        |
| 3000 meter | 4.19,35 | 21 september 2013 | Calgary        |

## Resultaten
| Jaar | WK Sprint                | WK Afstanden           |
| ---- | ------------------------ | ---------------------- |
| 2020 | 25e (24e, 26e, 26e, 25e) |                        |
|      |                          |                        |
| 2024 | 18e (16e, 19e, 17e, 20e) | 24e 500m 7e teamsprint |

(#, #, #, #) = afstandspositie op sprinttoernooi (500m, 1000m, 500m, 1000m).